# Karl Helbig
Karl Martin Alexander Helbig (1903-1991) fue un explorador, geógrafo, etnólogo y escritor alemán. Realizó viajes e investigaciones en Java, Sumatra, Borneo y América Central, entre otros.
Las obras de Helbig se caracterizan por una observación aguda, contenido educativo y un lenguaje claro y comprensible. Además de su trabajo científico sobre geografía y etnografía, escribió informes de viajes populares, libros juveniles y novelas de aventuras, en las que presentó sus experiencias al público en general de una manera inquietante y entretenida. Lo mismo se aplica a sus conferencias, que dio en escuelas e institutos científicos de Alemania y el extranjero.
Helbig recibió la Cruz Federal al Mérito y el Premio Estatal de Ciencia en México.

## Expediciones

### En Insulindia
- 1929: Batavia (actual Yakarta), isla de Java
- 1931: Sumatra
- 1937: Java, Bangka, Belitung, Bali y Borneo (o Kalimantan)

### En Centroamérica
- 1953-1954: México, Guatemala, El Salvador y Honduras
- 1957-1958: Chiapas, México
- 1962-1963: México, Guatemala, El Salvador, Honduras Británica, Nicaragua, Costa Rica, Panamá
- 1971-1975: Chiapas, México

- Datos: Q1731573
- Multimedia: Karl Helbig (explorer) / Q1731573